# ソロモンの封印
『ソロモンの封印』（原題：Solomon's Seal）はフォークロックのバンド、ペンタングルが1972年に録音したアルバム。このアルバムが、バンドが1973年に分裂する前のオリジナルメンバーでの最後のアルバムとなった。ジャッキー・マクシーはこのアルバムがペンタングルのアルバムでもっとも気に入っていると述べている。アルバムのタイトルはソロモンの指輪（魔法の力を備えた神話上の印章付きの指輪で、ペンタングルが採用した五芒星のシンボルと結びつけられることがある）を示している。
『ソロモンの封印』は1972年の2月から3月にかけて、ロンドンのサウンド・テクニクス・スタジオで録音された。ペンタングルとトランスアトランティックの契約は切れており、ロイヤリティをめぐるトランスアトランティックとの論争の中で、バンドは米国の販売代理店であったワーナー/リプリーズに乗り換えた。アルバムはペンタングルの新しいツアーの開始に合わせて、1972年9月に発売された。しかしながら、1973年の初めまでにバンドは分裂し、アルバムの売り上げは期待はずれで、バンドのメンバーはアルバムの前払い金の債務を1980年代初頭まで返済することになった。
アルバムはシリル・タウニーの船乗りの失恋の歌、"Sally Free and Easy" のカバーから始まる。船乗りの歌の通常の表現とは異なり、ペンタングルはこの曲をゆっくりとしたブルージーなリズムで演奏した。

## 評価
| 専門評論家によるレビュー | 専門評論家によるレビュー |
| レビュー・スコア         | レビュー・スコア         |
| 出典                     | 評価                     |
| ------------------------ | ------------------------ |
| Allmusic                 | [ 1 ]                    |

回顧的なレビューでは、一般に『ソロモンの封印』はペンタングルの最低の作品と評価されている。Allmusicは「結局のところ、このレコードにはある種の自己満足と、これまでの彼らの最大の高みを支えてきた激しいインスピレーションとリスクテイキングの欠如を除けば深刻な問題はない」とコメントしている。また、「個々のトラックのどれもが彼らの中で最高とは評価されないだろう」と付け加えている。コリン・ハーパーは「『ソロモンの封印』は人々の倦怠感の記録であるだけではなく、メンバーが当時の最高のプレーヤー、作曲者、音楽翻案者の一人だったユニットの作品でもある」と書いている。

## 収録曲
特記あるものを除き全曲テリー・コックス、バート・ヤンシュ、ジャッキー・マクシー、ジョン・レンボーンおよびダニー・トンプソンの作詞作曲。
1. "Sally Free And Easy"（シリル・タウニー（英語版））– 3:55
2. "The Cherry Tree Carol"（トラディショナル、ヤンシュ、レンボーン、トンプソン、コックス、マクシーが編曲）– 2:57
3. "The Snows" – 3:43
4. "High Germany"（トラディショナル、ヤンシュ、レンボーン、トンプソン、コックス、マクシーが編曲）– 3:15
5. "People On The Highway" – 4:46
6. "Willy O' Winsbury"（トラディショナル、ヤンシュ、レンボーン、トンプソン、コックス、マクシーが編曲）– 6:50
7. "No Love Is Sorrow" – 2:41
8. "Jump Baby Jump" – 3:10
9. "Lady Of Carlisle"（トラディショナル、ヤンシュ、レンボーン、トンプソン、コックス、マクシーが編曲）– 4:41

"The Snows" はペンタングルの作曲とされているが、実際にはトラディショナル曲で、これ以前にアーチー・フィッシャーとアン・ブリッグスによって録音されていた。

## 参加ミュージシャン
- テリー・コックス（英語版） – ドラムス、パーカッション、フィンガー・シンバル、ボーカル
- バート・ヤンシュ – アコースティック・ギター、ダルシマー、ハーモニカ、バンジョー、ボーカル
- ジャッキー・マクシー – ボーカル
- ジョン・レンボーン – アコースティック・ギター、エレクトリック・ギター、シタール、ばジョー、リコーダー、ボーカル
- ダニー・トンプソン – ダブル・ベース

## 発売履歴
『ソロモンの封印』は1972年に英国ではリプリーズK44197として、米国ではリプリーズ2100として発売された。
ディジタル・リマスター版CDは2003年にキャッスルCMQCD555として発売された。この版はオリジナルのマスターテープが失われたものと思われていたので、ジョン・レンボーンが所有していたテープから作成された。しかしながら、その後米国でオリジナルのマスターテープが発見された。